# Clidemia oxyura
Clidemia oxyura är en tvåhjärtbladig växtart som först beskrevs av Charles Victor Naudin, och fick sitt nu gällande namn av José Jéronimo Triana. Clidemia oxyura ingår i släktet Clidemia och familjen Melastomataceae. Inga underarter finns listade i Catalogue of Life.